# SS Rajputana
«Раджпутана» (англ. SS Rajputana) — британське пасажирське судно-океанський лайнер, побудовае компанією Harland and Wolff у Гріноку на замовлення компанії P&O. Назване на честь регіону Раджпутана на заході Індії, судно здійснювало круїзні рейси регулярним маршрутом між Англією та Британською Індією.
Він був реквізований до складу британського Королівського флоту з початком Другої світової війни і введений в експлуатацію в грудні 1939 року як допоміжний крейсер HMS Rajputana. Установка восьми шестидюймових гармат надала йому вогневу міць легкого крейсера, втім корабель був без броньового захисту. 13 квітня 1941 року під час супроводу конвою HX 117 через Північну Атлантику допоміжний крейсер «Раджпутана» був затоплений торпедною атакою німецького підводного човна U-108 західніше Ісландії, ставши одним з найбільших кораблів та суден, що були знищені німецькими підводними човнами за часи світової війни.

## Історія
У битві за Атлантику допоміжний крейсер «Раджпутана» супроводжував кілька північноатлантичних конвоїв з Бермудських островів і Галіфакса, Нова Шотландія, включаючи конвої BHX 42, BHX 45, BHX 49, BHX 52, BHX 54, BHX 61, BHX 61 BHX 83, BHX 94, BHX 101, BHX 111 і BHX 117.
Однотипні судна «Равалпінді», «Ранчі» та «Ранпура» також були переобладнані на озброєні торгові крейсери. За винятком малих корветів, ці переобладнані пасажирські кораблі, такі як «Раджпутана», були єдиним засобом захистом для більшості перших конвоїв. З їхніми 6-дюймовими (152-мм) гарматами вони були єдиними супроводжуючими, які могли вражати німецькі надводні кораблі. Дуже мало конвоїв отримали захист у вигляді крейсерів або лінкорів.
13 квітня 1941 року, через чотири дні після завершення супроводу конвою HX 117, «Раджпутана» був торпедований U-108 під командуванням Клауса Шольца в Данській протоці на захід від Рейк'явіка. Через годину він затонув, забравши життя 42 людей, включаючи останнього цивільного капітана командира К. Т. О. Річардсона. Загалом 283 члени його екіпажу були врятовані есмінцем «Легіон», деякі з них після перебування дванадцять годин у переповнених рятувальних шлюпках.